# Panait Istrati
Panait Istrati, numele la naștere, Gherasim Istrate, (n. 10 august 1884, Brăila, România – d. 16 aprilie 1935, București, România) a fost un scriitor român de limbă română și franceză.
Deși a trăit și a activat cu precădere în România, datorită importanței sale asupra literaturii franceze, Panait Istrati este catalogat uneori și drept „scriitor francez”.

## Viața

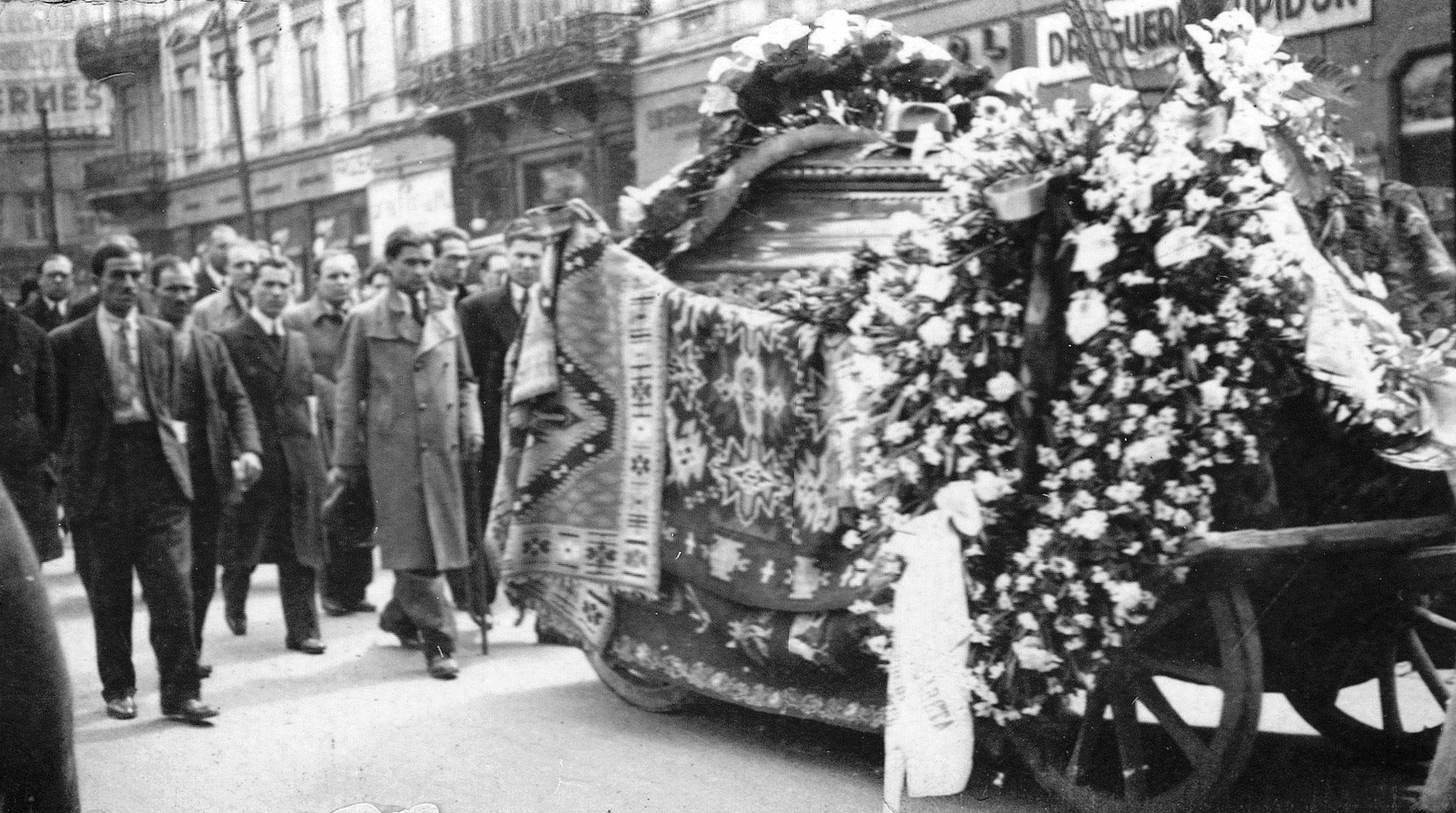
Înmormântarea lui Panait Istrati. Carul funerar tradițional a fost înlocuit cu o căruță trasă de boi, acoperită cu covoare ornamentale cu motive tradiționale. Procesiunea include membri ai „Cruciadei românismului” fasciste, cu care Istrati fusese asociat în ultimele sale luni. Liderul cruciadei, Mihai Stelescu, se află în centrul imaginii, imediat în spatele vehiculului funerar. Mai multe despre subuect, vezi Stelian Tănase, „Document. Panait Istrati”, Sfera Politicii, 108/2004, p.53.

Panait Istrati s-a născut în Brăila, ca fiu nelegitim al unei spălătorese, Joița Istrate, și al unui contrabandist grec, Gheoghios Valsamis, grec din Cefalonia.
A copilărit în Baldovinești, a terminat șase ani de școală primară, doi fiind nevoit să-i repete, ca și Maxim Gorki, scriitorul rus și apoi sovietic cu care a fost comparat adesea. Și-a câștigat existența ca ucenic al unui cârciumar, al unui brutar și al unui vânzător ambulant. O vreme a fost și cărbunar la bordul navelor Serviciului Maritim Român. În acest timp a citit cu aviditate tot ce i-a căzut în mână. Hoinărelile l-au purtat prin diferite orașe: București, Constantinopol, Alexandria din Egipt, Cairo, Napoli, Paris și Lausanne.
Primele încercări literare datează din 1906, cu preponderență făcând publicistică în presa muncitorească din România, debutul fiindu-i articolul Hotel Regina în revista România muncitoare. Între 1910-1912 își publică, în aceeași revistă, primele povestiri: Mântuitorul, Calul lui Bălan, Familia noastră, 1 Mai. Colaborează și la alte ziare: Viața socială, Dimineața, Adevărul etc. Se apropie de cercurile socialiste.
Trăind în sărăcie, bolnav și singur, a încercat să se sinucidă în 1921 pe când era la Nisa, dar a fost salvat, iar în buzunar i s-a găsit o scrisoare netrimisă, adresată lui Romain Rolland. Acesta este avertizat și îi răspunde imediat încurajându-l să urmeze cariera sa de scriitor. Povestirea Chira Chiralina a fost publicată în 1923 cu o prefață semnată chiar de Romain Rolland. A publicat apoi romanele: Ciulinii Bărăganului, Les Récits d'Adrien Zograffi („Poveștile lui Adrian Zograffi”).
Nicolae Iorga nu l-a apreciat deloc pe Panait Istrati. Într-un interviu luat de Ioan Massoff și apărut în ziarul Rampa din 12 noiembrie 1924, Iorga declara:
"Opera lui Panait Istrati ne arată elocvent că avem de-a face cu un hamal din portul Brăilei. D-nul Panait Istrati mi-a trimis Kyra Kyralina cu dedicație. Am încercat să o citesc, dar am fost nevoit să arunc cartea imediat; asemenea lucruri nu se pot citi. [...] Eu nu-i găsesc absolut nici o calitate. Am spus: avem de a face cu un hamal din portul dunărean".
Pamfil Șeicaru îl numește pe Istrati „biet poet al șezuturilor deflorate”, datorită includerii unui personaj homosexual în Chira Chiralina.
În 1927 a vizitat Moscova și Kievul (și a asistat chiar la filmarea unui film despre călătoria sa acolo). În Rusia îl întâlnește pe scriitorul grec Nikos Kazantzakis (care îl va menționa mai târziu în romanul său Zorba Grecul și în Raport către El Greco). În 1929 a călătorit din nou în Rusia sovietică. Voiajul său în Rusia a fost sursa de inspirație a operei Vers l'autre flamme-Confession pour vaincus (tradusă în limba engleză sub titlul The Confession of a Loser) în care denunță abuzurile regimului comunist, fiind dezgustat de abuzurile asupra populației și de sărăcia din zonele periferice ale Uniunii. Șederea sa în RASS Moldovenească, unde a fost găzduit de Ecaterina Arbore, i-a întărit anti-stalinismul, dar, pe de altă parte, a admirat munca pe care aceasta a făcut-o din funcția de comisar al poporului pentru sănătate, pentru a îmbunătăți condițiile localnicilor. Una din remarcile sale celebre la adresa regimului sovietic și a omletei proverbiale: "Văd ouăle sparte, dar unde este omleta?". Antologia Vers l'autre flamme cuprinde nu doar textul Spovedania unui învins a lui Istrati, ci și alte scrieri căci Victor Serge este, de pildă, un alt autor. Publicarea cărții va provoca izolarea scriitorului, acesta fiind abandonat de prietenii săi de ideologie socialistă (unii din prietenii săi comuniști, Henri Barbusse, considerându-l fascist).
În 1930 se reîntoarce definitiv în România. Publică în 1933 eseul L’Homme qui n’adhère à rien, în care se conturează atitudinea sa în privința independenței. Chintesența acestui eseu îi atrage vehemente contestări.
A fost tratat de TBC în Franța la Nisa și apoi a revenit la București. Izolat, singur și bolnav de tuberculoză, a murit la sanatoriul Filaret. Monumentul de la mormântul său a fost realizat de către Milița Petrașcu.
Prozele și romanele sale descriu lumea proletariatului, pe care a avut ocazia să o cunoască de aproape, mirificele ținuturi ale Brăilei natale, Delta Dunării, un amestec de rase și religii și diverse orașele din Europa prin care a trecut de-a lungul vieții. Opera lui Panait Istrati, scrisă în limbile franceză și română, a fost tradusă în peste 30 de limbi.

## Opera
În jurul anului 1935, când s-a realizat o statistică, s-a stabilit că Istrati era deja tradus în 27 de limbi, ceea ce demonstrează că Panait Istrati nu a avut numai un succes de librărie, ci a pătruns în foarte multe medii culturale din întreaga lume, ajutat probabil de faptul că scria în limba franceză.
Printre temele predilecte ale creației sale literare se află fascinația pentru Orient, care pentru Istrati este o sursă de cunoaștere și autocunoaștere, de elinerare și lumină, doar rareori privit ca un spațiu oprimant. O altă caracteristică a scrierilor sale este tenta autobiografică, exprimată ca tentativa unei alte existențe sau ca renaștere a individului. De asemenea, vagabondajul sau nomadismul este o temă majoră la Istrati, pentru care noțiunea de vagabondaj corespunde naturii sale extrovertite, impulsive și pasionale.

### Ciclul „Adrian Zografi”
- Les Récits d’Adrien Zograffi / Povestirile lui Adrian Zografi:
  - Kyra Kyralina, Rieder, Paris, 1924, prefață: Romain Rolland; versiune românească de autor: I. G. Hertz, București, 1934;
  - Oncle Anghel, Rieder, Paris, 1924; versiune românească de autor: Renașterea, București,1925;
  - Les Haidoucs: I. Présentation de Haidoucs, Rieder, Paris, 1925;
  - Les Haidoucs: II. Domnitza de Snagov, Rieder, Paris, 1926;
- Enfance d’Adrien Zograffi / Copilăria lui Adrian Zografi:
  - Codine, Rieder, Paris, 1926; versiune românească de autor: I. G. Hertz, București, 1935;
- Adolescence d’Adrien Zograffi / Adolescența lui Adrian Zografi:
  - Mikhail, Rieder, Paris, 1927;
- Vie d’Adrien Zograffi / Viața lui Adrian Zografi:
  - La Maison Thuringer, Rieder, Paris, 1933; versiune românească de autor: Cartea Românească, București,1933;
  - Le Bureau du placement, Rieder, Paris, 1933; versiune românească de autor: Cartea Românească, București,1933;
  - Méditerranée. Lever du soleil, Rieder, Paris, 1934;
  - Méditerranée. Coucher du soleil, Rieder, Paris, 1935; versiune românească de autor: Cartea Românească, București,1936;

### În afara ciclului „Adrian Zografi”
- Trecut și viitor. Pagini autobiogafice, Renașterea, București,1925;
- La Famille Perlmutter, Gallimard, Paris, 1927 (în colaborare cu Josué Jéhouda);
- Isaac, le tresseur de fil de fer, Joseph Hessler librairie, Strasbourg, 1927;
- Le Refrain de la fosse (Nerantsoula), Grasset, Paris, 1927;
- Mes départs (pages autobiographiques), Gallimard, Paris, 1928; versiune românească de autor (postum): Cartea Românească, București, 1940;
- Les Chardons du Baragan, Bernard Grasset, Paris, 1928; versiune românească de autor, numai primul capitol (postum): Moderna, București, 1943;
- Confession pour vaincus. Après seize mois dans l’URSS, Rieder, Paris, 1929;
- Le Pécheur d’éponges (pages autobiographiques), Rieder, Paris, 1930; versiune românească de autor (postum): Dacia, București, f.a.;
- Pour avoir aimé la terre, Denoël et Steele, Paris, 1930;
- Tsatsa Minnka, Rieder, Paris, 1931; versiune românească de autor: Eminescu, București, 1931;
- En Égypte, Éditions des Cahiers libres, Paris, 1931.

### Ediții
- Opere alese / Œuvres choisies, ediție bilingvă româno-franceză, texte alese, prefață și note de Al. Oprea, traducere de Eugen Barbu, vol. I-IX, București, Editura pentru Literatură / Editura Minerva, 1966-1984.
- Opere, ediție bilingvă franceză-română, ediție îngrijită, studiu introductiv și note de Zamfir Bălan, Editura Istros a Muzeului Brăilei (Kyra Kyralina / Chira Chiralina, 1993, ediția a doua, 2009; Oncle Anghel / Moș Anghel, 1995; Codine / Codin, 1996; Tsatsa Minnka/Țața Minca, 1997; La maison Thuringer / Casa Thuringer, 1998).
- Opere. Povestiri. Romane, colecția „Opere fundamentale”, ediție îngrijită, cronologie, note și comentarii de Teodor Vârgolici, introducere de Eugen Simion, vol. I-II,Editura Univers Enciclopedic, București, 2003.
- Opere, colecția „Opere fundamentale”, ediție îngrijită, cronologie, note și comentarii de Zamfir Bălan, introducere de Eugen Simion, Academia Română - Fundația Națională pentru Știință și Artă, Muzeul Național al Literaturii Române, București, 2019 (vol. I-II), 2021 (vol. III-IV): I. „Romanul lui Adrian Zografi”: Povestirile lui Adrian Zografi, Copilăria lui Adrian Zografi; II. „Romanul lui Adrian Zografi”: Adolescența lui Adrian Zografi, Viața lui Adrian Zografi; III. Romane, povestiri, scrieri autobiografice; IV. Însemnări de călătorie, confesiuni, evocări, scrieri postume.

### În limba maghiară
- Kyra Kyralina (Chira Chiralina), traducere în limba maghiară de Domokos János și Horváth Henrik, Európa Könyvkiadó, Budapest, 1965.[17]

## Ecranizări

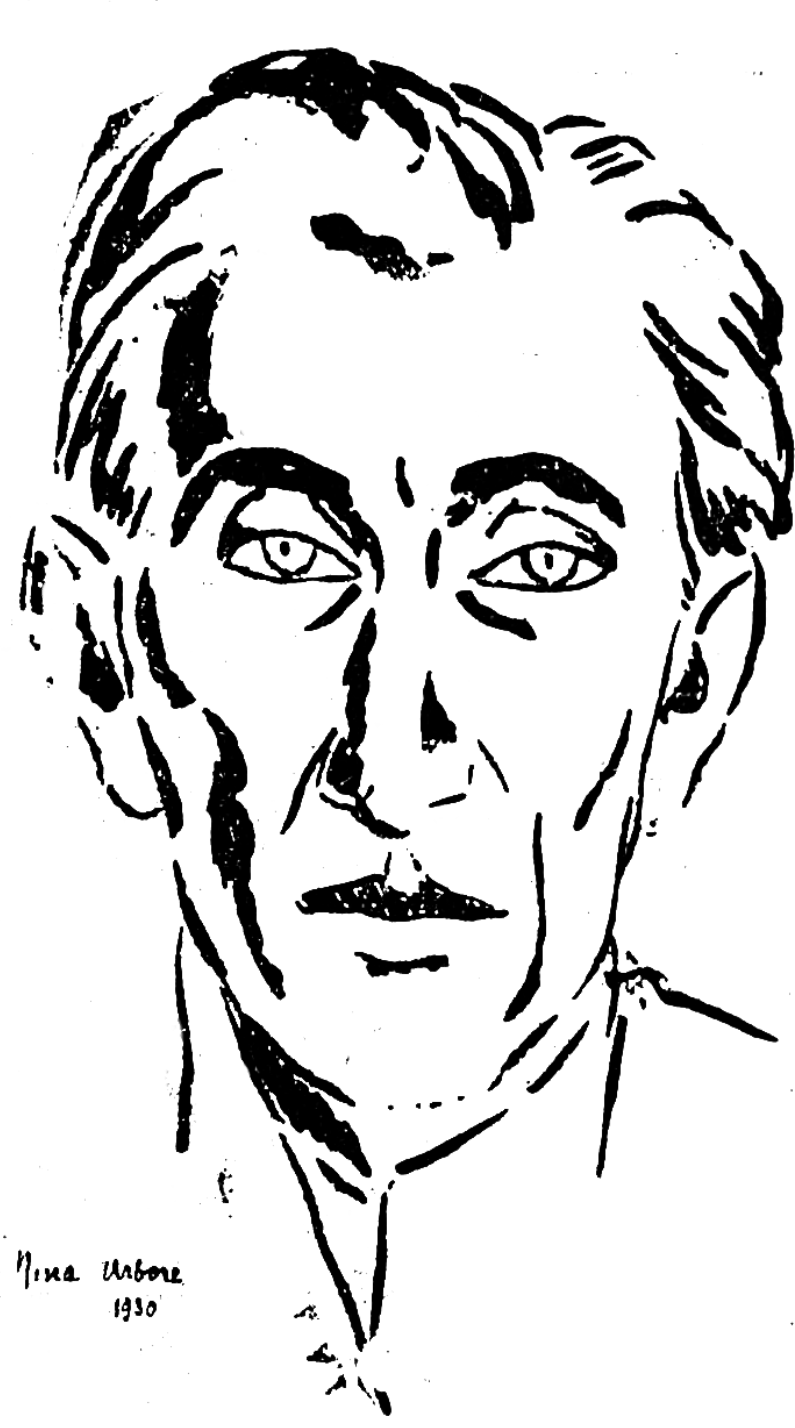
Desen semnat Nina Arbore și datat 1930, Adevărul literar și artistic din 17 aprilie 1935

- Kira Kiralina, film mut sovietic, 1928, regia: Boris Glagolin
- Ciulinii Bărăganului, coproducție Franța-România, 1957, regia: Louis Daquin, Gheorghe Vitanidis. Ecranizare după romanul omonim.
- Codin (Codine), coproducție Franța-România, 1962, regia: Henri Colpi. Ecranizare după romanul Copilăria lui Adrian Zograffi. Scenariul: Dumitru Carabăț, Henri Colpi, Yves Jamiaque. Premiul pentru cel mai bun scenariu, Festivalul de film de la Cannes, 1963.
- Balkán! Balkán!, coproducție Ungaria - Franța - Turcia, 1993, regia: Maár Gyula. Ecranizare după Chira Chiralina.
- Kira Kiralina, film românesc din 2014, regia: Dan Pița.